# 杰克·马潘杰
杰克·马潘杰（Jack Mapanje，1944年3月25日—） 是马拉维作家和诗人。
杰克·马潘杰的爸爸是約奧族，母親則來自一個說齐切瓦语的族群。他在伦敦大学获得教育学学士学位，他先回到马拉维任教，之后于20世纪80年代初來到英国，在伦敦大学学院学习语言学。 随后，他又回到馬拉維成為马拉维大学语言学系主任。 
1987年，他因為在詩集中批評海斯廷斯·卡穆祖·班达政府而入狱。國際特赦組織認為他是良心犯，並呼籲馬拉維當局將其釋放。 此外美國筆會主席與尼日利亚诺贝尔奖获得者渥雷·索因卡和英国剧作家罗纳德·哈伍德也呼籲馬拉維當局將其釋放。 1991年他获释。由於收到死亡恐嚇信，他又移民英国，抵达英国后，马潘杰获得了约克大学的奖学金。后来他成为利兹大学的客座教授。 